# Revolta de la Întreprinderea Textilă Arad (ITA) din 1947
Revolta de la Întreprinderea Textilă Arad (ITA), din 1947, a fost o acțiune de protest a muncitorilor, spontană și violentă, cauzată de condițiile precare de muncă, salarizarea insuficeintă, dar mai ales de abuzurile Secretarului PCR pe întreprindere, Iosif Nedici.